# Лазаревская башня
Лазаревская башня (Лазаревские ворота, Битулевская, Духовские ворота, Лазоревская, Черепановская) — одна из несохранившихся до наших дней башен Смоленской крепостной стены.

## Местонахождение и внешний вид
Лазаревская башня находилась на нынешней улице Соболева, на территории, которая сейчас принадлежит смоленскому горводоканалу, примерно напротив дома № 8, расположенного на другой стороне улицы. Находилась между Волковой и Костыревской башнями (обе сохранились). Представляла собой четырёхугольную башню с проезжими воротами.

## История
По версии историков Грачёва и Писарева, название «Лазаревская» башня получила потому, что на её месте в древности находился храм, освящённый в честь святого Лазаря. Писарев же высказал версию, что название «Духовские ворота» она получила потому, что была построена вместо одноимённых ворот, находившихся в составе старой деревянной крепости. В Росписном списке 1665 года эта башня именуется просто четвероугольной башней.
В 1706 году под башней был оборудован пороховой погреб. В ночь с 4 на 5 ноября (по новому стилю — 17 ноября) 1812 года башня была взорвана оставляющими Смоленск войсками императора Наполеона I. Прясла крепостной стены, прилегавшие к башне, были разобраны в 1830-е годы. В 1889 году на месте башни была построена городская водокачка, а в 1901 году — трамвайная станция (напротив башни было расположено трамвайное депо).